# Любомир Генчев
Любомир Генчев е български писател и преводач, който заема особено място във френскоезичната литература в България.

## Биография
Генчев е роден в Пазарджик на 26 ноември 1907 г. От 1922 до 1928 г. учи във френския католически колеж „Свети Августин“ в Пловдив. Колежът финансира следването му във Варна в областта на педагогическите науки.
След това Генчев става учител по френски във френския католически колеж „Свети Михаил“ във Варна. Орденът на успенците, управляващи френските католически колежи в България по онова време, му предлага да следва богословие във Франция, но той отказва.
От 1933 до 1948 г. преподава във френския католически колеж „Свети Августин“ в Пловдив. По време на войната Генчев не е мобилизиран поради крехкото му здраве и телосложение. Влюбва се в студентката Валентина Димитрова Гичева, на която дава уроци по френски, починала при неуспешна хирургическа операция през 1946 г. Генчев ѝ посвещава множество елегии и сонети, написани направо на френски, а също така и символистична драма, която написва на български и превежда на френски.
Никога не е имал възможността да отиде във Франция или Западна Европа. Още от есента на 1944 година новите български власти започват да го безпокоят. Между 1950 и 1952 година се намесва в политическите процеси, заведени по онова време срещу негови приятели от българските католически среди. През 1952 година е обявен за „враг на народа“, лишават го от работата му на библиотекар и преводач в община Пловдив.
От тогава започва да извършва частна преводаческа дейност, дава уроци по френски и получава скромни хонорари на музикант в пловдивски оркестър. Пише на български и френски, не публикува и никога не става известен.
В резултат от донос на 18 октомври 1973 година в жилището му е извършен обиск от службите на „Държавна сигурност“. Всичките му ръкописи са конфискувани. Той ги възстановява по памет между 1973 и 1980 година. Умира в Пловдив на 28 август 1981 г.
Неговите съчинения са открити по-късно от неговата племенница Христинка Михалева Гушева-Генчева и от 2003 г. започват да излизат във Франция в издателство „Рафаел дьо Сюртис“. През 2007 година посмъртно му е присъдена наградата на Сдружението на писателите на френски език за неговите „Неиздадени съчинения“, публикувани на френски.

## Творчество
Авторското творчество на Генчев включва:
- ходожествени произведения – 4 неиграни пиеси, 5 сборника със сонети, 3 поетически сборника – посветени на Ламартин, на Франция (в която не е бил), на Гьоте (само на френски);
- проучвания върху сонетната форма, върху френскоезичното стихотворство и върху приема на Гьоте във Франция (само на френски); есе върху поезията.

Най-мащабно е обаче преводаческото творчество на Генчев. Благодарение на него има публикувани преводи на френски на поети като Константин Величков, Яворов, Николай Лилиев, Теодор Траянов. Трябва да се отбележи че преводите не са точни. Самият Генчев ги нарича адаптации. Стилът е твърде личен – изящен „книжен“ френски от XIX в. на човек, който не практикува говоримо езика. В лексиката няма никакви българизми, дори всичко звучи смайващо автентично. Единствено в ритъма на изречението се усеща българско влияние. Авторът сам казва, че не е доволен от преводите си, че могат да бъдат и по-добри. Критиците са на мнение, че ако се абстрахираме от оригиналите, ако ги забравим, то имаме много приятна авторска френскоезична поезия. В подкрепа на тази теза може да се посочи твърдението на автора, че когато превеждал руските поети Лермонтов, Тютчев, Надсон, Брюсов, не използвал оригиналите, а само българските преводи...
Абсолютен връх в творчеството на Генчев са публикуваните на френски език VI и VII том от неговите събрани съчинения, в който поетът преосмисля из основи европейската култура. Политическите сонети, включени в IV том от пълните произведения, представляват смел политически акт на съпротива. VIII том от събраните съчинения се състои от преводи на френски и немски класически поети на български. Предстои да излязат още 2 тома от събраните съчинения на автора.